# 屏山村舒绣文故居
屏山村舒绣文故居，原名“黍谷堂”，位于中国安徽省黄山市黟县宏村镇屏山村，为国家一级演员、“中国电影百位优秀演员”舒绣文的故居，由其祖父、光绪三十年（1904）进士、兵部主事舒斯笏建于清末民初，前后两进、二层楼房，带花园小院。大门门楣上方刻有篆书“春回黍谷”四字。该建筑带有清末民初风格，不同于徽州传统民居的高墙深院，为避免天井采光不足，采用六扇联体莲花门，又使用雕花门装饰墙壁。
舒绣文于1915年生于安庆，父亲在中学教书，她在襁褓中随父母回到家乡黟县屏山村，在此生活了六年时间，6岁时随母北上天津，到在天津南开中学任教的父亲身边，后来很早就开始演艺生涯。
2004年10月28日，屏山村舒绣文故居作为屏山村古建筑群的子项目，公布为第五批安徽省文物保护单位。